# Erlenbach am Main
Erlenbach am Main település Németországban, azon belül Bajorországban. Lakosainak száma 10 335 fő (2023. december 31.). Erlenbach am Main Forstwald és Elsenfeld községekkel határos.

## Népesség
A település népessége az elmúlt években az alábbi módon változott:
| Lakosok száma | 572  | 3380 | 6679 | 8319 | 9998 | 9894 | 10 138 | 10 178 | 10 256 | 10 335 |
|               | 1875 | 1950 | 1975 | 1987 | 2012 | 2014 | 2016   | 2017   | 2021   | 2023   |